# Klarup (plaats)
Klarup is een plaats in de Deense regio Noord-Jutland, gemeente Aalborg. De plaats telt 4675 inwoners (2018). Klarup ligt in het Himmerland, een streek in het noorden van Jutland.

## Geschiedenis
Klarup is samengegroeid met het dorpje Romdrup. De parochie Romdrup en de parochie Klarup werden op 1 januari 2015 samengevoegd tot de parochie Romdrup-Klarup. Beide plaatsen hebben een eigen kerk. Zowel de kerk van Klarup (Deens: Klarup Kirke) als de kerk van Romdrup (Deens: Romdrup Kirke) zijn gebouwd in de 12e eeuw.
Klarup had een station aan de spoorlijn van de Aalborg-Hadsund Jernbane (1900-1969). Het station lag buiten de bebouwde kom van zowel Klarup als Romdrup, waardoor de halte Stranderholm in de praktijk dichter bij het dorp lag. Na het opheffen van de spoorlijn werd het stationsgebouw eerst een postkantoor en daarna een dierenkliniek. Het voormalige spoortracé is hergebruikt als fietspad.